# Колетта
Коле́тт (фр. Colette; 13 января 1381, Корби — 6 марта 1447, Гент, Фландрия) — святая Католической церкви.

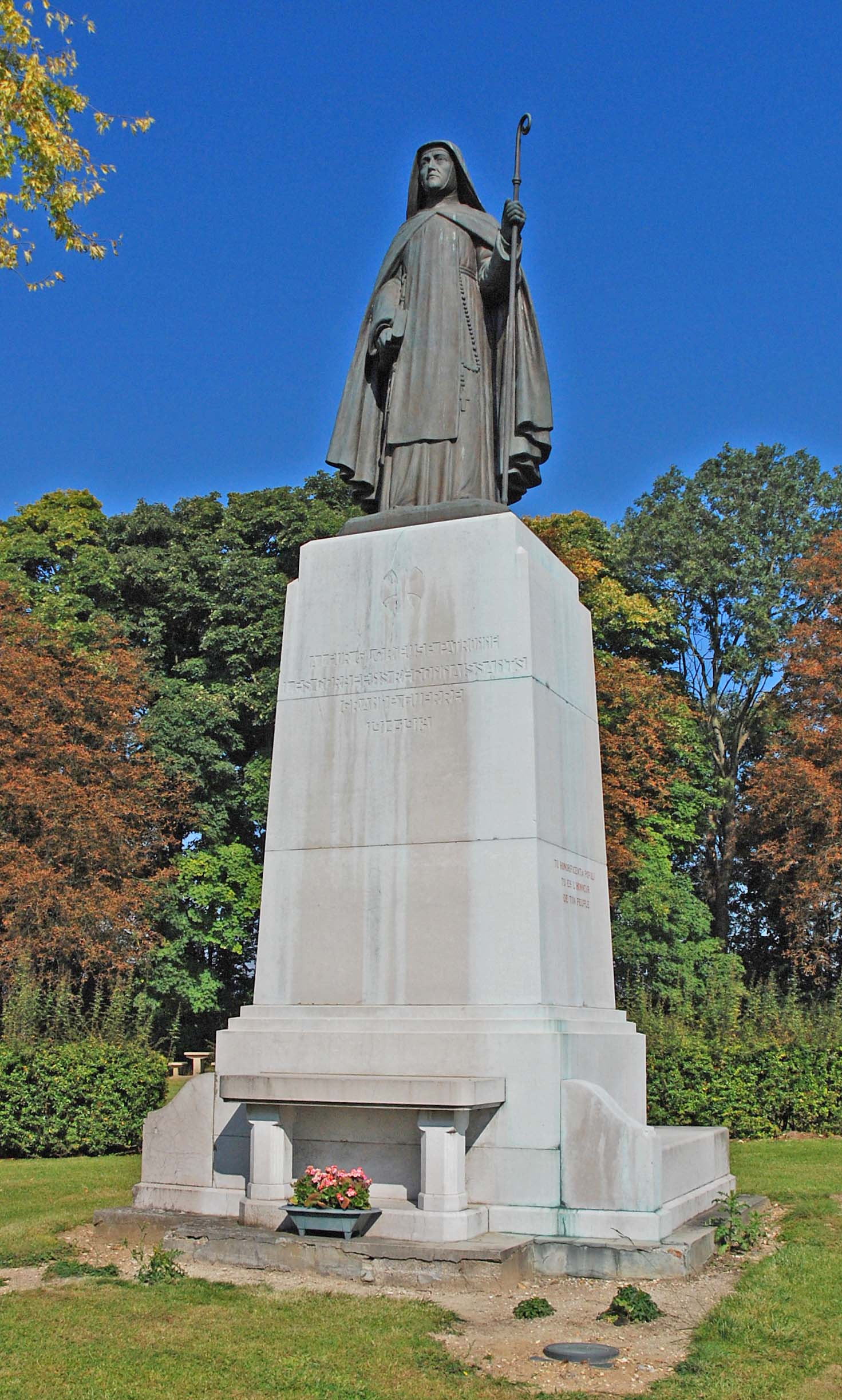
Памятник Колетт в Корби

Родилась в Пикардии, происходила из фамилии Буале. Уже в ранней юности оказывала помощь бедным и больным. После смерти родителей примкнула сначала к бегинкам, затем к клариссинкам и в течение трёх лет жила отшельницей в аббатстве Корбон. В стремлении к восстановлению первоначальной строгости правил ордена ей оказал поддержку признанный во Франции папа Бенедикт XIII, посвятивший её в настоятельницы ордена. Так возник, отпочковавшись от клариссинок, новый орден — нищенствующие клариссинки или колеттанки.
Сикст V причислил Колетт к лику блаженных, но её канонизации препятствовало посвящение её авиньонским папой времён великого раскола. Она была канонизована Пием VII в 1807 году.